# Sericite

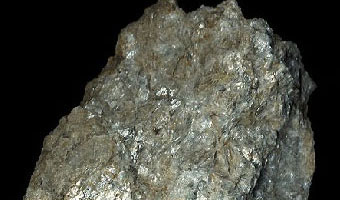
Uma amostra de sericite.

Sericite (do latim sericus, sedoso) é uma mica de grão fino, geralmente moscovite, mais raramente illite ou paragonite. Trata-se de um comum mineral de alteração de ortoclase ou plagioclase em locais que foram sujeitos a alteração hidrotermal, tipicamente associada a depósitos minerais hidrotermais de cobre e estanho, entre outros. A sericite pode ocorrer também na forma de mica fina que dá o aspecto brilhante aos filitos e rochas metamórficas xistentas.